# Miskatonic Egyetem
A Miskatonic Egyetem egy képzeletbeli egyetem Arkhamban, mely úgyszint nemlétező város Massachusetts állam Essex megyéjében. A név a Miscatonic-folyótól ered (szintén képzeletbeli). Az egyetem először H. P. Lovecraft novellájában, a „Herbert West, az újjáélesztőben” lett említve. A későbbiekben a Cthulhu mítoszt képező mesékben gyakran jelent meg. A „Rémület Dunwichben” arra van utalás, hogy az egyetem magas presztízsű, egy szinten áll a Harvarddal, és hogy a Harvard mellett a Massachusetts-i „öreg dzsentri” gyermekeinek kedvenc iskolája.

## Egyetemváros
A Miskatonic Egyetem valószínűleg a (most már nem létező) Bradford Egyetem alapján lett mintázva, mely Haverhillban működött. Haverhill iparváros erős osztályi megosztásokkal. A gyárak és a munkások a város északi oldalán voltak, míg a tulajdonosok a déli oldalon éltek kényelmes házukban. A Bradford Egyetemet elsősorban fiatal nők számára tervezték, hogy hittérítők feleségei legyenek, és csak utána az egyetemistáknak. Lovecraft barátnője járt ebbe az iskolába, ahol kevert társasággal ismerkedett meg ezen a furcsa helyen. Lovecraft meséiben az egyetem fordítottan csak-férfiak számára van. Az egyetlen lány, aki említve van, hogy járt ide, Asenath Waite, „A dolog a küszöbön” rövid mese egyik szereplője volt.
A Miscatonic Egyetem ismert számos könyvéről, mely az okkulttal foglalkozik. Az egyetemi könyvtárban található az egyik ritka valódi Necronomicon-másolat. Továbbá itt található Friedrich von Junzt „Unaussprechlichen Kulten” című műve, valamint a fragmentált „Liber Ivonis”, a Necronomicon latin fordítása.
A Miscatonicnak van orvostudományi kara, ahogyan be lett mutatva a „Herbert West, az újjáélesztőben”.